# فرودگاه رنو استد
 فرودگاه رنو استد (به انگلیسی: Reno Stead Airport) یک فرودگاه همگانی بهره‌برداری هوایی است که یک باند فرود آسفالت دارد و طول باند آن ۲۷۴۳ متر است. این فرودگاه در شهر رینو، نوادا کشور ایالات متحده آمریکا قرار دارد و در ارتفاع ۱۵۳۹ متری از سطح دریا واقع شده است.